# Палацизи (Авелино)
Палацизи је насеље у Италији у округу Авелино, региону Кампанија.
Према процени из 2011. у насељу је живело 10 становника. Насеље се налази на надморској висини од 434 м.